# Hejnał Turku
Hejnał Turku – hejnał miasta Turek przyjęty Uchwałą Rady Miejskiej Nr XXI/145/96 z dnia 25 czerwca 1996 roku. Jest utworem muzycznym na trzy rąbki, odtwarzanym z okazji świąt miejskich i państwowych. Autorem hejnału jest Zenon Jankowski - ówczesny kapelmistrz Orkiestry Dętej Kopalni Węgla Brunatnego "Adamów" w Turku..